# Naša Krila Zemun
SK Naša Krila Zemun (Servisch: CK Наша крила Земун) was een Servische voetbalclub uit Zemun, nabij de hoofdstad Belgrado.
Naša Krila was een club van de Joegoslavische luchtmacht. In 1947 haalde Naša Krila als 2de klasser de finale van de beker van Joegoslavië en verloor die met 0-2 van Partizan Belgrado. In 1948 promoveerde de club voor het eerst naar de hoogste klasse. In het eerste seizoen werd de club 5de (op 10 clubs) en in het volgende seizoen 6de. Na dit seizoen werd de club opgeheven. Dit betekende de redding voor Spartak Subotica dat hierdoor niet hoefde te degraderen al was het maar uitstel van executie want het volgende seizoen degradeerde Subotica alsnog.

## Erelijst
Beker van Joegoslavië : Finalist in 1947 en 1949